# Die dekselse Sophie
Die dekselse Sophie is het twaalfde album in de Sophie-reeks. Het album bundelt 6 kortverhalen die allemaal zijn verschenen in Robbedoes.  Het album werd door Dupuis uitgegeven in 1977. Dit album werd niet in herdruk uitgegeven.

## Afstandsbediening
Dit verhaal van 9 pagina's verscheen in Robbedoes nummer 1971 (1976). Een scène uit dit verhaal staat op de cover van dit nummer.

### Personages
- Sophie
- Bertje
- Jan en zijn vriend
- Gabbe
- Charly
- Gangsterbaas

### Verhaal
Sophie en Bertje zijn in een weide aan het genieten van het mooie weer. Verderop zien ze twee jongens zich amuseren met een vliegtuigje dat een van hen radiografisch bestuurd. De jongen die het vliegtuigje bestuurt heet Jan. Hij verliest plotseling de controle over het vliegtuigje dat in de tuin van een villa landt. De controle van het tuig werd overgenomen door een andere zender, met name die van een jonge man genaamd Gabbe. Gabbe was net zijn radiografisch bestuurbare helikopter uit aan het testen.. Hoewel hij eigenlijk geen misdadig karakter heeft, werkt hij voor een criminele organisatie die hem omwille van zijn technische capaciteiten heeft ingehuurd. De baas van de organisatie doet ook beroep op een echte gangster, Charly. Charly vindt van zichzelf dat hij over een portie stalen zenuwen beschikt. Zonder blikken of blozen plaatst hij een lading nitroglycerine in het helikopter. De bedoeling van de boeven is een aanslag te plagen op de bestuurder van een Rolls Royce. Gabbe die te voet de wagen van de baas moet volgen, moet de helikopter besturen en dit laten crashen met de Rolls Royce als deze in de buurt komt.
De kinderen hebben vanuit de struiken het duivelse plan gehoord en willen dit verhinderen. Terwijl de baas en Charly plaats nemen in hun wagen, maakt Gabbe zich klaar om zijn helikopter te laten opstijgen. Sophie treedt nu in actie. Ze kietelt Gabbe in zijn zij. Gabbe schrikt en laat hierdoor zijn zender vallen. Sophie kan de zender net op tijd vangen en gooit deze naar Jan. Jan laat de helikopter opstijgen terwijl Gabbe uit schrik wegvlucht. Jan stuurt de helikopter naar de auto van de baas. Charly haalt zijn pistool boven en schiet in een reflex op de helikopter. De explosie die daarop volgt doet de wagen van de weg afraken en crashen. De boeven overleven de klap en worden later ingerekend door de politie.

## Sophie en de Smurfen
Dit verhaal van 6 pagina's verscheen in Robbedoes nummer 1973 (1976).

### Personages
- Sophie
- Bertje
- Lolsmurf
- Brilsmurf
- Moppersmurf
- Smulsmurf
- Grote Smurf
- Edgar Gamel
- mijnheer Duitendief

### Verhaal
Sophie en Bertje wandelen door de besneeuwde straten. Plots merken ze een tuinkabouter op in de vorm van een Smurf die een cadeautje met een lint eromheen voor zich uit houdt. Dolf, een jongen vol kattenkwaad, heeft het ook gezien. De kwajongen richt zijn katapult op het Smurfje en schiet. Het keitje raakt de neus van de Smurf die prompt op Dolf begint te schelden. De Smurf is dus geen beeldje, maar een echt levend wezen. Het Smurfje is niet lang kwaad en biedt Dolf zijn cadeautje aan. Als Dolf het lintje eraf doet en het doosje opent ontploft het in zijn gezicht. De Smurf blijkt niemand anders te zijn dan de Lolsmurf, grappenmaker bij uitstek. Sophie en Bertje moeten net als de Lolsmurf hard lachen om het zwarte gezicht van Dolf. Lolsmurf wordt echter terug geroepen door Brilsmurf. Brilsmurf zegt in zijn typische betweterige toon dat Lolsmurf zich niet mag ophouden met mensen, want die zijn immers gevaarlijk heeft Grote Smurf gezegd. 
Later zijn Sophie en Bertje getuige van een gesprek tussen twee mannen die in een auto zitten. De bestuurder heet mijnheer Duitendief, een louche zakenman. Hij wil graag een Smurf hebben en er geld aan verdienen door ermee op kermissen te gaan staan. Hiervoor vraagt hij de hulp van Edgar Gamel, die als twee druppels water lijkt op zijn voorvader tovenaar Gargamel. Gamel is als afstammeling van een tovenaar thuis in de zwarte kunsten en al even gemeen als zijn voorvader. Hij neemt het voorstel van mijnheer Duitendief om een Smurf te vangen aan. Sophie en Bertje willen dit verhinderen en besluiten om de Smurfen te waarschuwen doch weten niet waar deze zijn. Sophie krijgt het idee om ze te lokken met salsaparilla, want de Smurfen zijn immers verzot op de blaadjes van deze plant. De kinderen kopen enkele blaadjes bij de apotheek. De apotheker is verrast dat er weer een klant is die om salsaparilla komt. De vorige klant was Edgar Gamel die precies hetzelfde idee had als Sophie, maar dan wel om een Smurf te vangen. Gamel heeft de blaadjes gelegd als lokaas vlak bij een struik waarachter hij zich verborgen heeft. Moppersmurf is de eerste die de blaadjes heeft opgemerkt, maar geeft niet aan de verleiding toe. Hij houdt immers niet van salsaparilla. Hij vertelt dit aan enkele andere smurfen. Een andere Smurf gaat er meteen op af en wordt hierdoor gevangen door Gamel die hem in een doosje stopt. Ook de blaadjes van Sophie lokken een Smurf. De kinderen lopen snel naar het Smurfje en vertellen hem het gemene plan van Edgar Gamel en Duitendief. Het Smurfje brengt de kinderen naar Grote Smurf en de andere Smurfen die ook op de hoogte worden gebracht. Grote Smurf gaat na of er een van zijn Smurfen ontbreekt en ontdekt zo dat Smulsmurf er niet is. Sophie heeft een plan om Smulsmurf te bevrijden uit de handen van de schurken. Daarvoor heeft ze de hulp van Lolsmurf nodig. Gamel heeft het doosje met de gevangen Smulsmurf inmiddels in de koffer van de auto van Duitendief gelegd. Als de heren willen wegrijden, komt Sophie aangelopen met een groot cadeau in haar handen. Ze vraagt vriendelijk of Duitendief het pakje wil open maken, want ze beweert dat ze het lintje niet los krijgt. Duitendief willigt haar verzoek in. Wat volgt is een explosie van jeukpoeder. Duitendief en Gamel krabben zich te pletter en willen de auto verlaten. Dit kunnen ze echter niet want de Smurfen hebben beide portieren met zijn allen geblokkeerd door er stokjes tegen te houden. Sophie zegt dat ze hen er enkel uit zal laten als ze haar de sleutel van de autokoffer geven. Duitendief zwicht en Smulsmurf wordt bevrijd. De Smurfen besluiten om een groot banket in te richten voor Sophie en Bertje. De nog steeds krabbende boeven worden weggevoerd met een ambulance.
Opmerking: Gamel citeert in het laatste plaatje zijn voorvader door "Ik zal me wreken" te zeggen.

## Sophie en de praatotl
Dit verhaal van 8 pagina's verscheen in Robbedoes nummer 1913 (1974).

### Personages
- Sophie
- Starter
- de praatotl
- Flipper
- mijnheer Glapper

### Verhaal
Sophie en Starter lopen door de winkelstraat. Als Sophie dieren in een etalage ziet, wil ze graag binnen een kijkje gaan nemen. Ondertussen beramen twee mannen in het huis aan de overkant van de straat een crimineel plan. Eens in de winkel ziet Sophie een mooie papegaai. Ze wil hem "Dag Sophie" laten zeggen, maar de vogel zwijgt in alle talen. Dan worden de woorden die Sophie de papegaai toefluisterde, herhaald door een sierlijke Chinese vis. Sophie en Starter geloven hun oren niet. Een pratende vis, zoiets kan toch niet! De eigenaar van de zaak komt en legt hen alles uit. De papegaai kan wel degelijk herhalen wat hem wordt ingefluisterd. De papegaai is van de soort "praatotl", de enige soort vogel die kan buikspreken. De praatotl kan woorden in de mond van andere mensen of dieren leggen zodat men gelooft dat die persoon of dier zegt wat de praatotl eigenlijk herhaalt. Dit grappige trucje werd ook in een ander Sophie-verhaal toegepast, met name Sophie en het pratende blok. In dit verhaal gaat het dan wel om een menselijke buikspreker die zijn buikspreken zelfs op voorwerpen kan toepassen.
Ondertussen is er een van de mannen van de overkant de winkel binnengekomen. Hij draagt een T-shirt met zijn naam erop: Flipper. Onschuldig is hij helemaal niet, want zonder dat iemand het ziet knipt hij met een tangetje de ketting door waaraan de papegaai is vastgemaakt. Flipper verlaat de winkel weer en eens buiten, snuit hij zijn neus. Dit is het teken aan zijn kompaan en opdrachtgever dat zijn opdracht volbracht is. De opdrachtgever is mijnheer Glapper, een voormalige notaris-klerk die geen cent meer heeft en woont in een bouwvallig huis. Glapper weet de praatotl te lokken door te blazen op een fluitje, want het imiteert het gezang van een vrouwtjes-praatotl. De praatotl vliegt naar het huis van Glapper en wordt gevangen door de twee boeven. De vogel wordt in een kooi gestopt. Glapper wil de vogel verkopen, want omwille van zijn zeldzaamheid en unieke eigenschappen levert hij veel geld op. Glapper heeft zelfs al een koper. Op vraag van de winkelier gaan Sophie en Starter naar het huis aan de overkant om de praatol terug te halen. Daar komen ze al snel in conflict met de boeven. Zowel Flipper als Glapper proberen hun vangst met alle middelen te verdedigen. Ze moeten echter tegen Sophie en Starter het onderspit delven mede door de verwarring die de praatotl veroorzaakt en het gammele houtwerk van het interieur van het huis. De boeven worden ingerekend door de politie.

## Raadselachtige ziekte
Dit verhaal van 6 pagina's verscheen in Robbedoes nummer 1977 (1976).

### Personages
- Sophie
- Bertje
- Vink
- inspecteur der gemeenteparken
- mijnheer Karapolie
- Paul Pest

### Verhaal
Sophie en Bertje zijn op wandel in het park. Ze vangen een gesprek op tussen parkwachter Vink en de inspecteur der gemeenteparken. Zoals zo vaak krijgt Vink weer de wind van voren. De inspecteur klaagt over het feit dat het park er zo bleek en slap bij ligt. Hoewel Vink zich verdedigt dat het om een raadselachtige ziekte moet gaan, eist de inspecteur dat binnen de twee dagen het park weer een gezonde groene kleur krijgt. Als Vink daar niet in slaagt, wordt hij ontslagen. Zoals steeds is Sophie de eerste die er alles aan wil doen om dit te voorkomen. Ze gaat op zoek naar wat de oorzaak zou kunnen zijn van die plantenziekte. Als zij samen met Bertje twee dagen achter elkaar al een grote vrachtwagen bij het park hebben zien passeren, merkt Sophie toch iets vreemds op op een bepaalde plaats in het park. In het gras staat er een grote driehoek afgetekend. Op die plaats is de natuur er veel slechter aan toe dan elders in het park.  
Sophie vermoedt iets en besluit dit fenomeen verder te onderzoeken samen met haar vader. Wachtend in de auto vlak bij de poort van het park zien Sophie en haar vader omstreeks drie uur in de nacht een grote vrachtwagen stoppen. Er stapt een man uit die aan de zijkant van de vrachtwagen een kraan open draait. Daarna gaat hij voor enkele uren op café. Als Sophie en haar vader dit onderzoeken, merken ze dat de man gas heeft laten ontsnappen. Dat is dus hetgeen de natuur in het park zo aantast. Sophies vader zet de veiligheidsklep op zodat er verder geen gas meer kan ontsnappen. Als de vrachtwagenchauffeur terugkomt, denkt hij dat al het gas uit de tank is (opdracht volbracht) en rijdt weg. Sophie en haar vader volgen de vrachtwagen tot aan zijn eindbestemming. Dit blijkt de firma van Paul Pest te zijn. Hoewel de louche zakenman nog probeert tegen te stribbelen als hij met de waarheid wordt geconfronteerd door Sophies vader, worden hij en zijn chauffeur toch ingerekend omdat Sophie bijtijds de politie heeft gebeld. Bewijzen zijn er immers genoeg voorhanden. Zijn motief om de natuur in het park te verpesten wordt ook snel duidelijk. Pest handelde namelijk in bomen, struiken en andere flora vervaardigd uit kunststof. Hij wilde de echte flora door zijn eigen creaties vervangen en er zo veel geld aan verdienen.

## Wie de bal kaatst...
Dit verhaal van 6 pagina's verscheen in Robbedoes nummer 2004 (1976).

### Personages
- Sophie
- Bertje
- mijnheer Grijpstuiver
- mijnheer Duitenkliever
- dronken man

### Verhaal
Sophie en Bertje zitten in een klein stukje bos te lezen achter de villa van de heer Oscar Grijpstuiver. Ze zien mijnheer Duitenkliever rondsluipen rond het huis van Grijpstuiver. Duitenkliever is een handelsconcurrent van Grijpstuiver en net zo gierig als laatstgenoemde. Duitenkliever heeft een rode bal bij zich. Hij geeft er een trap tegen zodat deze in de tuin van zijn rivaal belandt. Dit heeft Grijpstuiver gehoord en hij komt meteen naar buiten. Hij vangt de bal en neemt hem mee naar binnen. Hij eigent zich alles toe dat op zijn eigendom terechtkomt. Duitenkliever wrijft zich in de handen en zegt:" Nog een half uur en dan boem, geen Grijpstuiver meer..." Sophie en Bertje hebben dit gehoord. Ze vrezen dat Duitenkliever een bom in de bal heeft gestopt. Ze besluiten om Grijpstuiver te waarschuwen. Ze proberen de dichtstbijzijnde telefooncel. Ze stuiten hier op een dronkenlap die de telefooncel voor een café houdt. De dronken man denkt dat het telefoontoestel een speelautomaat is en trommelt er op als hij niet kan winnen. Er vallen hierdoor een hele hoop munten uit. De man is blij met dit onrechtmatig verkregen drinkgeld, maar de telefoon is wel stuk. De kinderen kunnen hierdoor Grijpstuiver niet opbellen. Ze besluiten om de gierigaard persoonlijk te waarschuwen. Ze betreden zijn eigendom en kloppen op de deur. Grijpstuiver komt niet open doen, want hij doet net zijn middagdutje. De kinderen gaan naar de achterkant van het huis. Daar merken ze dat het venster van de kelderdeur gebroken is. Dit stelt hen in staat om naar binnen te gaan. Al snel vinden ze de plaats waar Grijpstuiver alle spullen opslaat die in zijn tuin zijn beland. Het bestaat voor het grootste deel uit speelgoed van de kinderen uit de buurt. Als de kinderen de rode bal hebben gezien, raapt Sophie deze op. Ze voelt dat de bal zwaarder weegt dan normaal en hoort ook een zacht getik als ze deze tegen haar oor legt. Nu dat ze helemaal overtuigd zijn dat er een bom in zit, willen de kinderen meteen met de bal naar buiten lopen. Ze botsen echter op Grijpstuiver die allerminst gelukkig is dat zijn middagrust is verstoord. Bovendien denkt hij dat de kinderen spullen willen stelen. Sophie wil hem vertellen van de bom, maar Grijpstuiver wil haar de bal weer afhandig maken. De bal gaat van Sophie naar Bertje. Bertje wil hem terug naar Sophie werpen, maar deze wordt door Grijpstuiver onderschept. Sophie brengt de gierigaard echter ten val. De bal ontglipt hem. Deze rolt in een open keldergat. Het water leidt de bal naar de riool. Al beseft hij het nog niet, Grijpstuiver is gered. Terwijl zit Duitenkliever in zijn wagen de seconden af te tellen tot aan de ontploffing. De bom explodeert maar niet op de plaats waar hij gehoopt had. Die explosie zal Duitenkliever echter nog lang heugen...

## Een spook aan boord?
Dit verhaal van 6 pagina's verscheen in Robbedoes nummer 2010 (1976). Een scène uit dit verhaal met Sophie en haar vader staat op de cover van dit nummer.

### Personages
- Sophie
- Mijnheer Karapolie
- het "spook"

### Verhaal
In de vroege ochtend wandelen Sophie en haar vader over het mistige strand. Doorheen die dichte mist lijken ze een enorm rotsblok te zien. Als ze dichterbij gaan, merken ze dat het om een gestrand schip gaat, meer bepaald een coaster. Een touwladder langs de hoge flank van het schip wijst op een plotse vlucht van de bemanning. Sophie is erg nieuwsgierig en wil de zaak onderzoeken. Ze klimt de ladder op prompt gevolgd door haar vader. Op het schip is geen levende ziel te bespeuren. Als ze naar beneden gaan naar de eetzaal vinden ze er nog eten en gemorste koffie op tafel. Dit versterkt hun vermoeden van een vlucht nog meer. Vervolgens zien vader en dochter sporen van verwrongen metaal zoals een vernielde luchtkoker, een loop van een geweer die is krom gebogen en een ingedeukte deur. Sophie en haar vader beseffen dat er nog een beest moet rondlopen met een enorme kracht. Het lijkt hen daarom wijs om het schip zo snel mogelijk te verlaten. Als ze boven hun op het dek gebonk en gestommel horen, weten ze dat het monster daar rondloopt. Ze zullen dus een andere uitgang moeten zoeken. Ze lopen een gang in die ze afsluiten met een stevige deur. Ze plaatsen er nog enkele zware ijzeren vaten voor. Al snel volgen er zware mokerslagen op de deur. Als ze verder de gang aflopen wordt Sophie opgeschrikt door de lucht veroorzaakt door het ventilatiesysteem. Als dat nog werkt realiseert Sophie dat de ketels nog onder druk staan. Dat betekent dat er ook nog water moet komen uit de aanwezige brandslang. Dit blijkt een geducht wapen te worden. Ze rollen de brandslang af. Sophies vader houdt de slang in de aanslag gericht op de deur die hen van het monster scheidt. Geduldig wachten vader en dochter tot de deur het zal begeven. Als het monster naar binnen komt, draait Sophie de kraan open. Het monster blijkt een gorilla te zijn. Hoewel Sophies vader de enorme aap ten val weet te brengen, dekt deze zich achter het schot om zo de waterstraal te ontwijken. De gorilla neemt een van de ijzeren vaten op en slingert deze naar Sophie en haar vader. Ze kunnen het gevaarte ontwijken, maar het vat vernielt wel de kraan van de brandslang. Vader en dochter moeten weer vluchten. Ze lopen verder de gang door. Deze loopt echter dood met toegang tot één enkele kamer. Ze hebben geen andere keuze dan daar naar binnen te gaan. Snel sluiten ze de deur achter zich dicht. Ze bevinden zich in de ziekenboeg. Sophie vindt een hoop doosjes met ampullen die een licht verdovend middel bevatten, met name ethylchloride. Ze gooit deze door het ventilatierooster zodat het ventilatiesysteem een bedwelmende damp veroorzaakt dat zich zal verspreiden en zo de gorilla in slaap moet wiegen. Om te vermijden dat Sophie en haar vader zelf in slaap zouden vallen, plakken ze het ventilatierooster af met pleisters. De gorilla dommelt in zodat vader en dochter kunnen ontsnappen. Sophies vader neemt contact op met de kustwacht die de zaak verder af zal handelen.